# Hydnangium carneum
Espèce
Hydnangium carneum est un champignon basidiomycète du genre Hydnangium et de la famille des Hydnangiaceae,.

## Distribution
Europe méditerranéenne, Amérique du Nord, Côte Est et Ouest, Australie, Amérique du Sud côte Ouest. Ceylan. Japon.